# Thurn
Thurn je obec v Rakousku ve spolkové zemi Tyrolsko v okrese Lienz.
K 1. 1. 2023 zde žilo 627 obyvatel.

## Historie
Území bylo v 9.-12. století osídleno Slovany, po nichž se dochovaly místní názvy Lampice, Franče, Ondelt, Prapernice.
První písemná zmínka o obci pochází z listiny datované rokem 1308. Měla dva hrady: starší z nich stál na pahorku  „Schlößlbichl“ v Großbachtalu, jeho obranná a obytná věž dala vesnici název Thurn (podle starého pravopisu, nyní Turm). Mladší hrad stával východně od kostela sv. Mikuláše v prostoru nádvoří zámečku Mußhauser, o jeho podobě není nic známo. Pravděpodobně byl v půlkruhu obklopen rybníkem, napájeným vodou z Großbachtalu. Stěna rybníka se částečně zachovala. Budova dvora Mußhauserhof stojí na starších zdech, které mohly pocházet z  hradu.
V roce 1938 obec Thurn ztratila svou nezávislost a byla sloučena s Gaimbergem do nové obce Grafendorf. V roce 1949 získala opět svou samostatnost.

## Ekonomika
Obec patřila k důlní oblastí, zásobovala mosaznickou huť v Lienzu stříbrnou rudou. Těžba mědi ani zlata prokázána nebyla. Ložiska byla zcela vytěžena. V současnosti je obec zaměřena na cestovní ruch, kromě dvou hotelů má prázdninové apartmány a privátní pokoje. 

## Památky

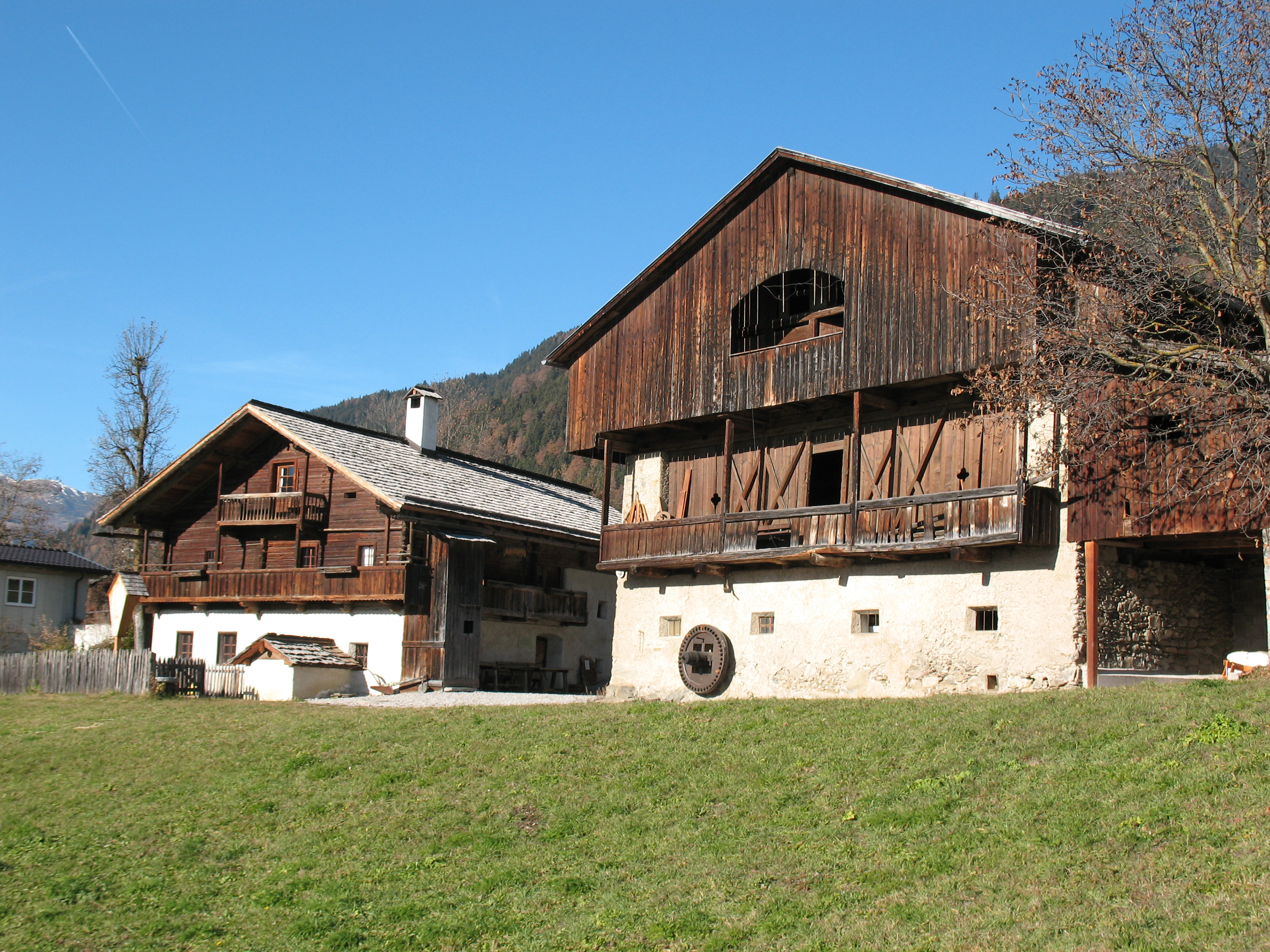
Kammerlander Hof

- Filiální kostel sv. Mikuláše – jednolodní s pětibokým závěrem, gotického původu, vysvěcený roku 1416, přestavěn roku 1679, věž dostavěna po požáru v 19. století; vzácný pozdně gotický křídlový oltář z roku 1469 byl přemístěn do Tyrolského zemského muzea v Innsbrucku. Svatý Mikuláš je patronem obce, v jejím znaku je zastoupen třemi zlatými jablky na knize.

- Kammerlanderhof (Dvůr zemského komořího) – poprvé připomínán roku 1645; dochovalo se barokní obvodové zdivo obytného domu s chlebovou pecí na jižní straně a hospodářský objekt; typ tyrolského lidového domu s dřevěnou konstrukcí patra a balkónu pod sedlovou střechou.